# Luisia antennifera
Luisia antennifera är en orkidéart som beskrevs av Carl Ludwig von Blume. Luisia antennifera ingår i släktet Luisia och familjen orkidéer. Inga underarter finns listade i Catalogue of Life.

## Bildgalleri

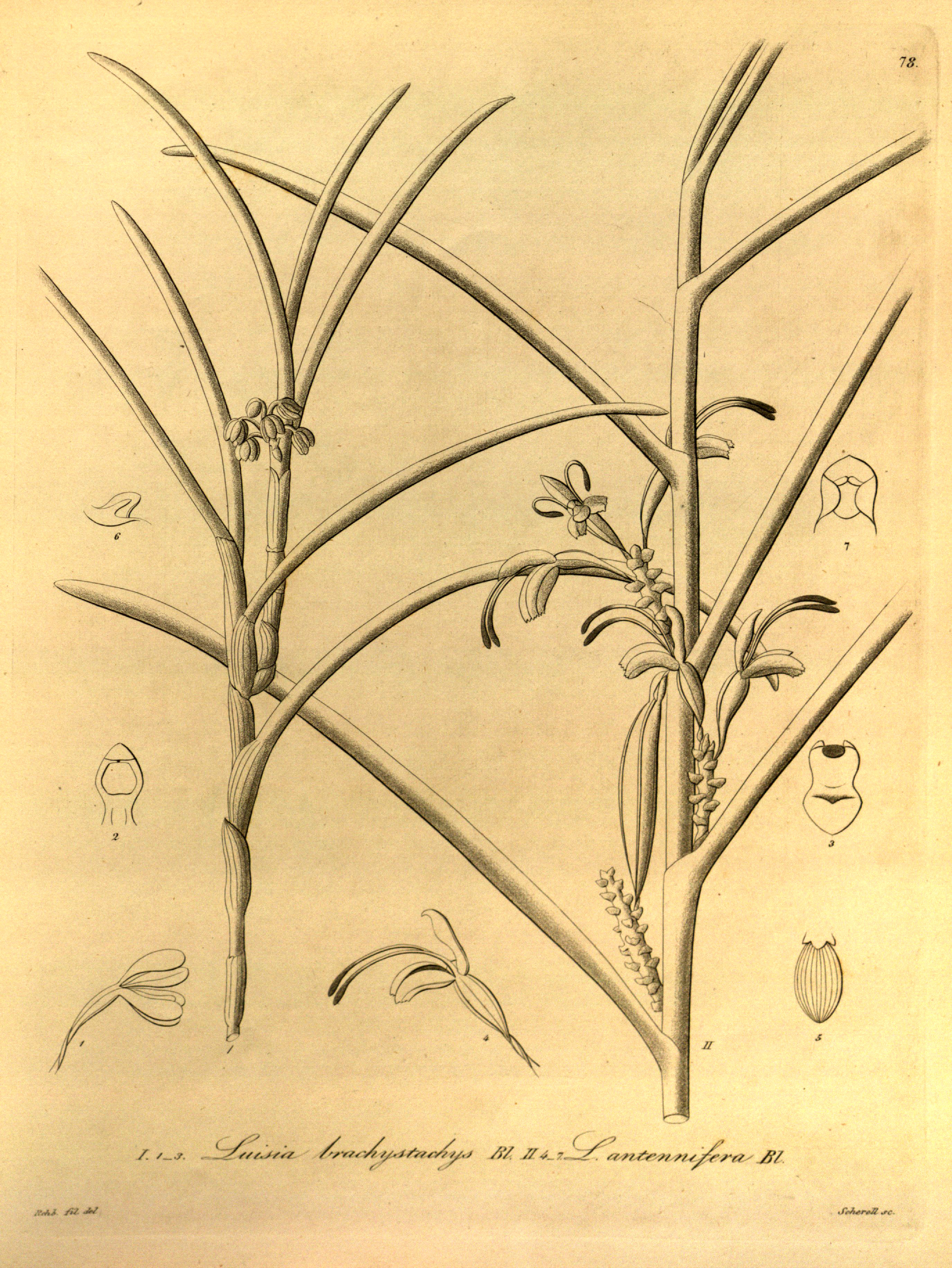